# Península de Sahamalaza
Sahamalaza (en francés: Péninsule Sahamalaza) es una península en el país africano de Madagascar. Se encuentra ubicada en el distrito de Ambanja (district d'Ambanja), parte de la región de Diana, específicamente en las coordenadas geográficas 13°48′S 48°00′E / -13.800, 48.000. La localidad de Anorotsangana se encuentra al oeste.